# 14818 Mindeli
14818 Mindeli (tên chỉ định: 1982 UF7) là một tiểu hành tinh vành đai chính. Nó được phát hiện bởi Lyudmila Karachkina ở Đài vật lý thiên văn Crimean gần Nauchnyj, Ukraine, ngày 21 tháng 10 năm 1982. Nó được đặt theo tên Elisbar Mindeli.